# طبق وطني

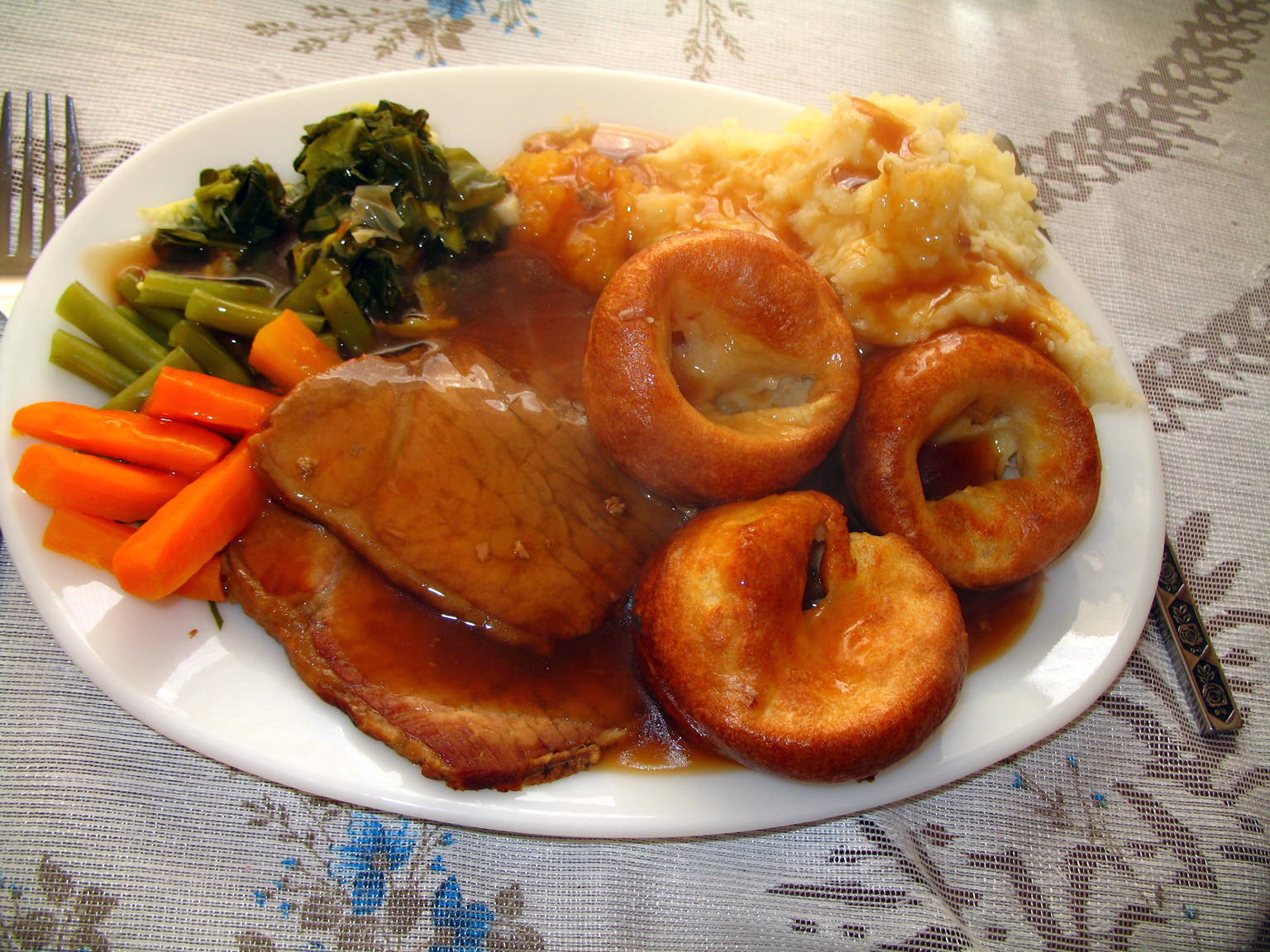
لحم بقري ليوم الأحد— في هذا المثال، يتكون من لحم بقري مشوي، بطاطا مهروسة، خضار وكمية قليلة من بودينج يوركشاير—هو طبق وطني في إنجلترا.

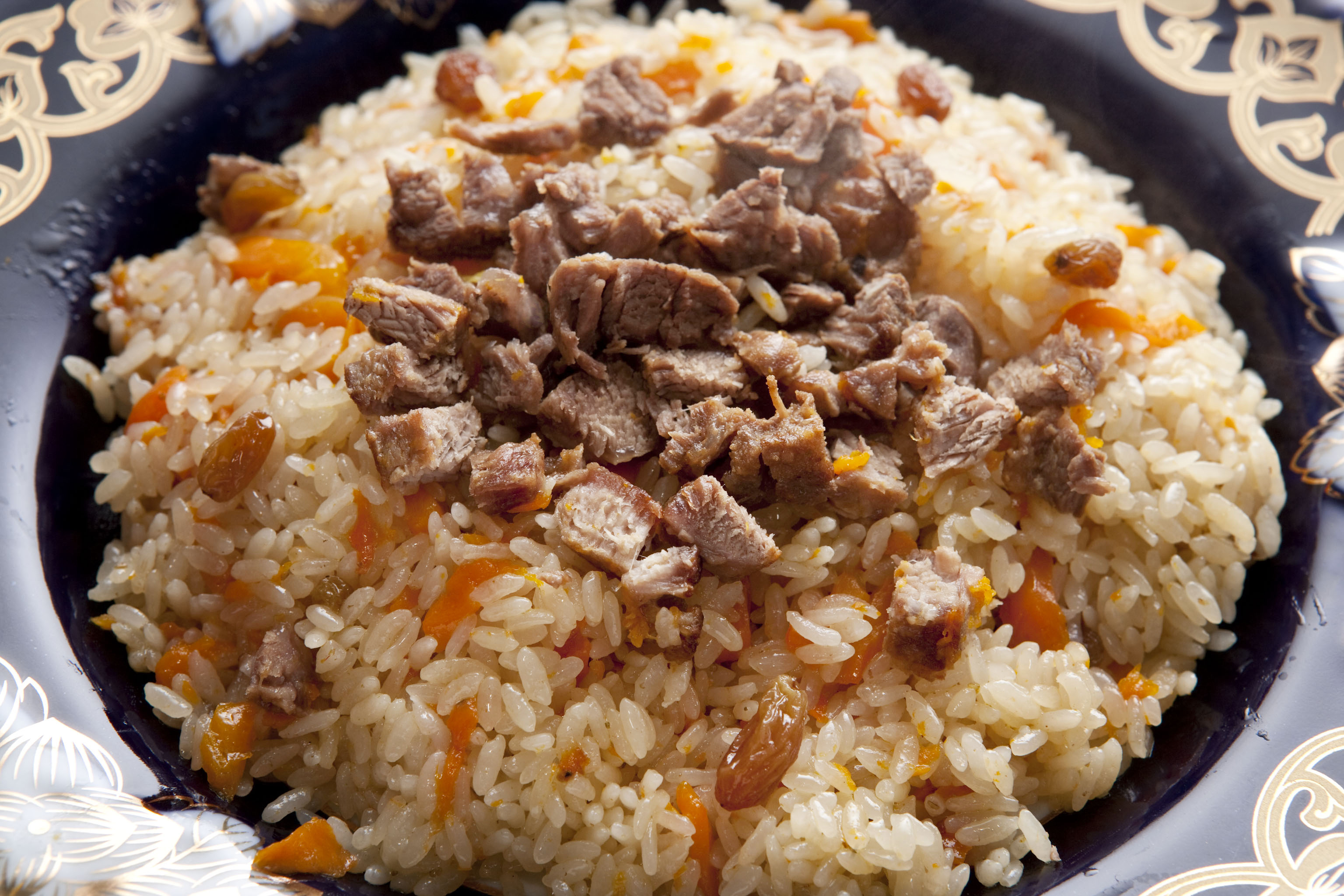
بيلاف (أوش)، طبق وطني من مطبخ آسيا الوسطى

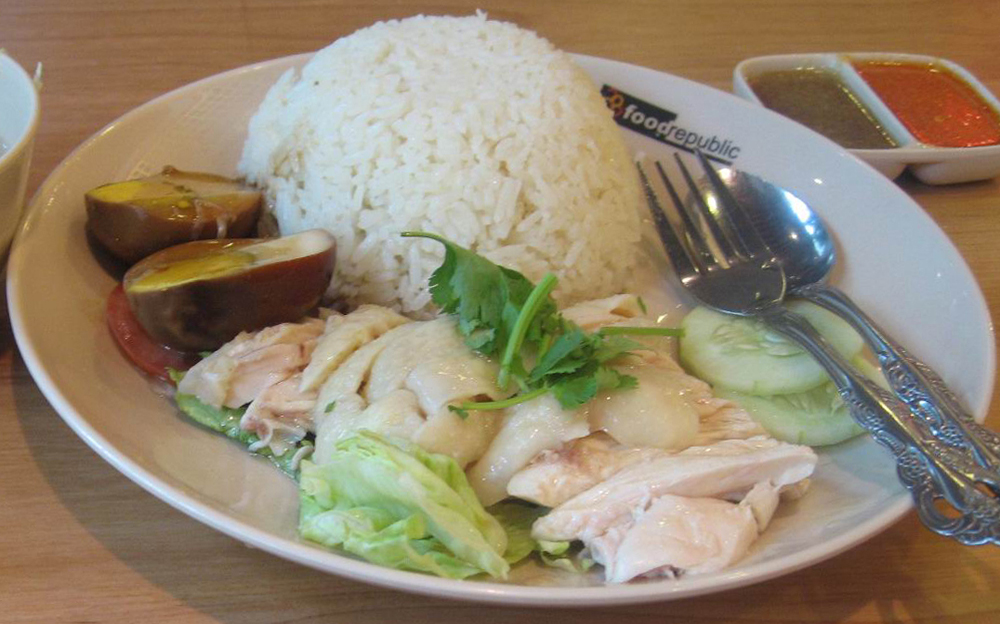
دجاج بالأرز هينانسي، طبق وطني في سنغافورة

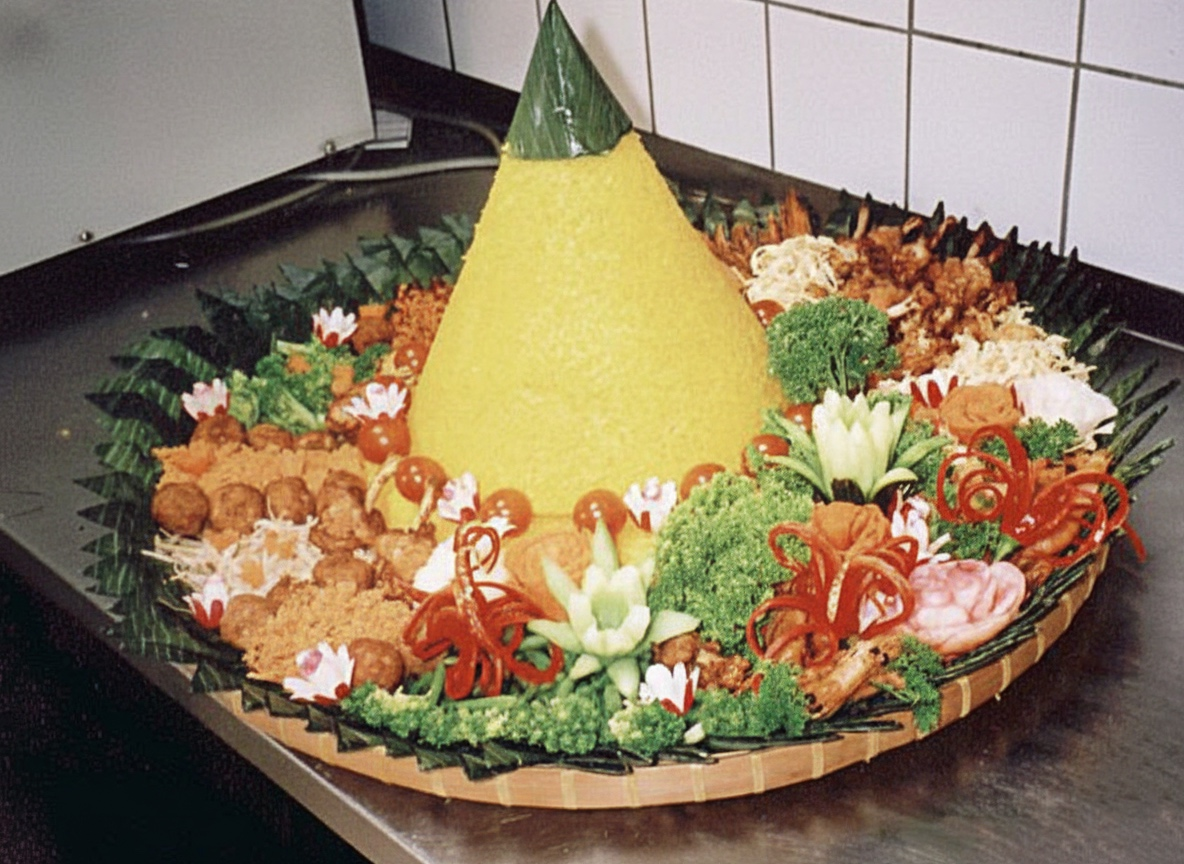
تومبينغ، طبق وطني في إندونيسيا

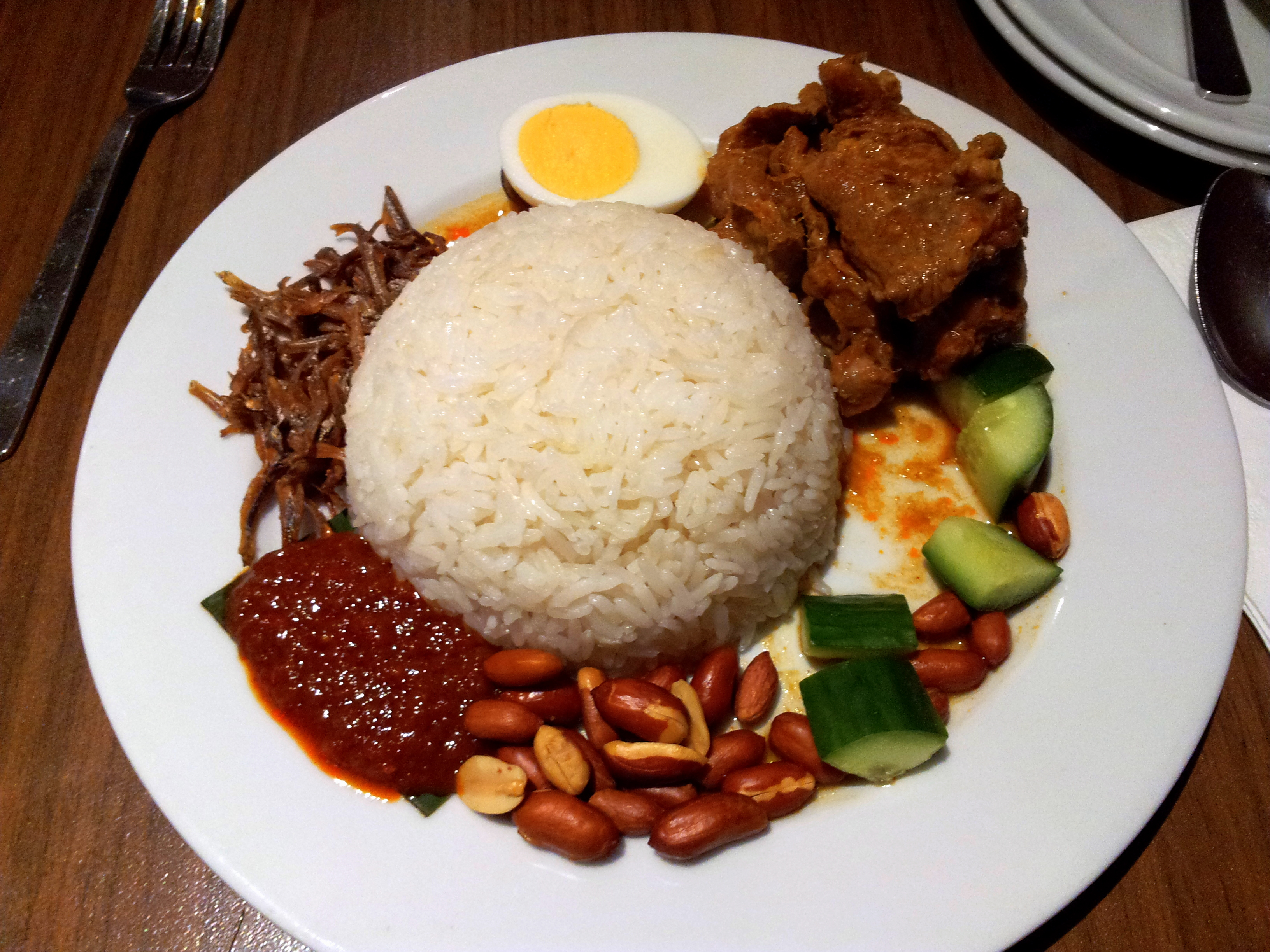
ناسي ليماك طبق وطني في ماليزيا، يقدم مع الأنشوجة والفول السوداني والبيض المسلوق وكاري لحم الضأن والخيار والخضراوات وصلصلة توابل حارة.

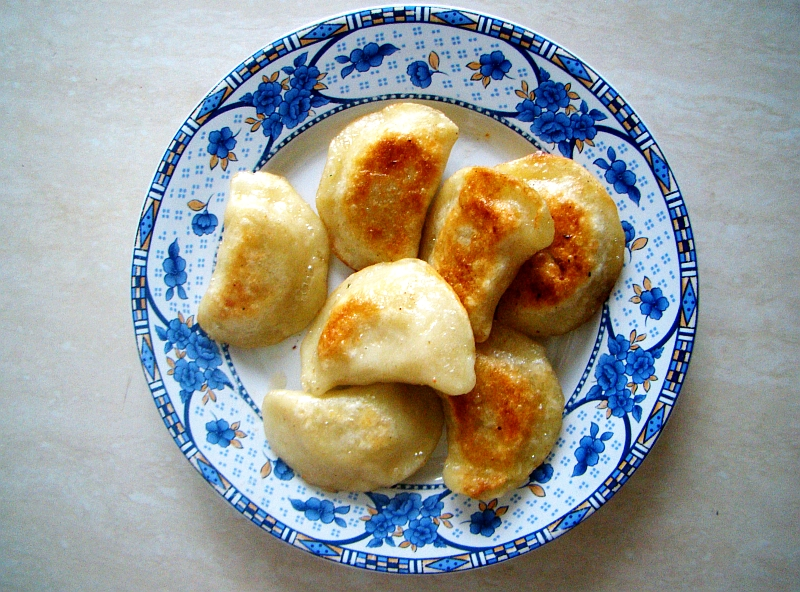
بيروغي روسكي ("Ruthenian dumplings")، أكثر أطباق المطبخ البولندي ديمومة، يعود لتقاليد الطهي الروثانية من الأراضي البولندية الشرقية السابقة كريسي، طبق وطني في بولندا.

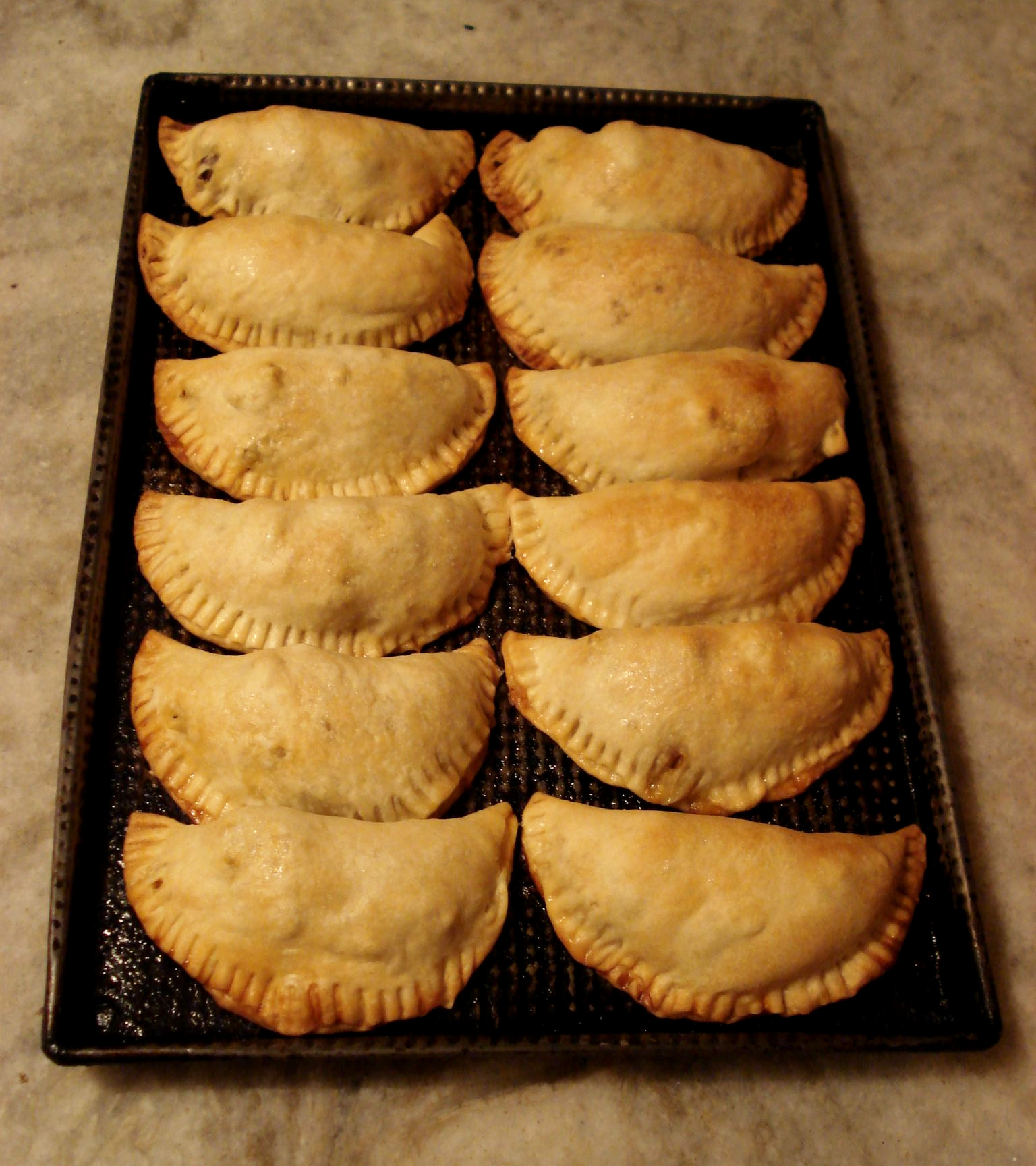
طبق إمبانادا من الأرجنتين

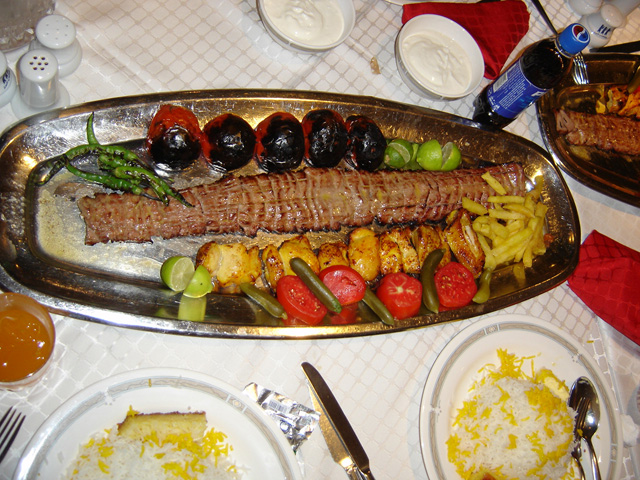
تشيلو كباب، طبق وطني في إيران

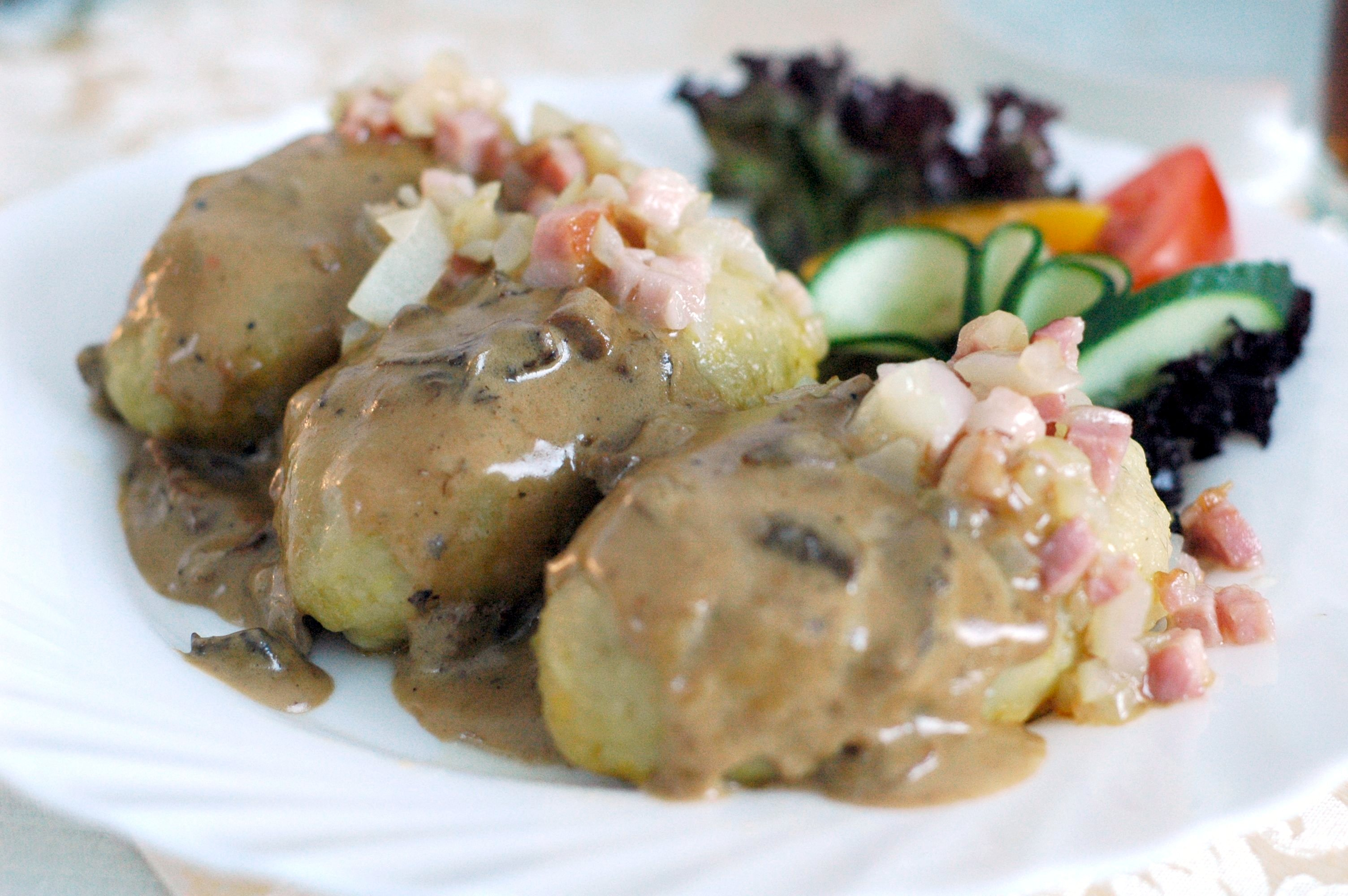
سيبليناي، زلابية البطاطا من ليتوانيا

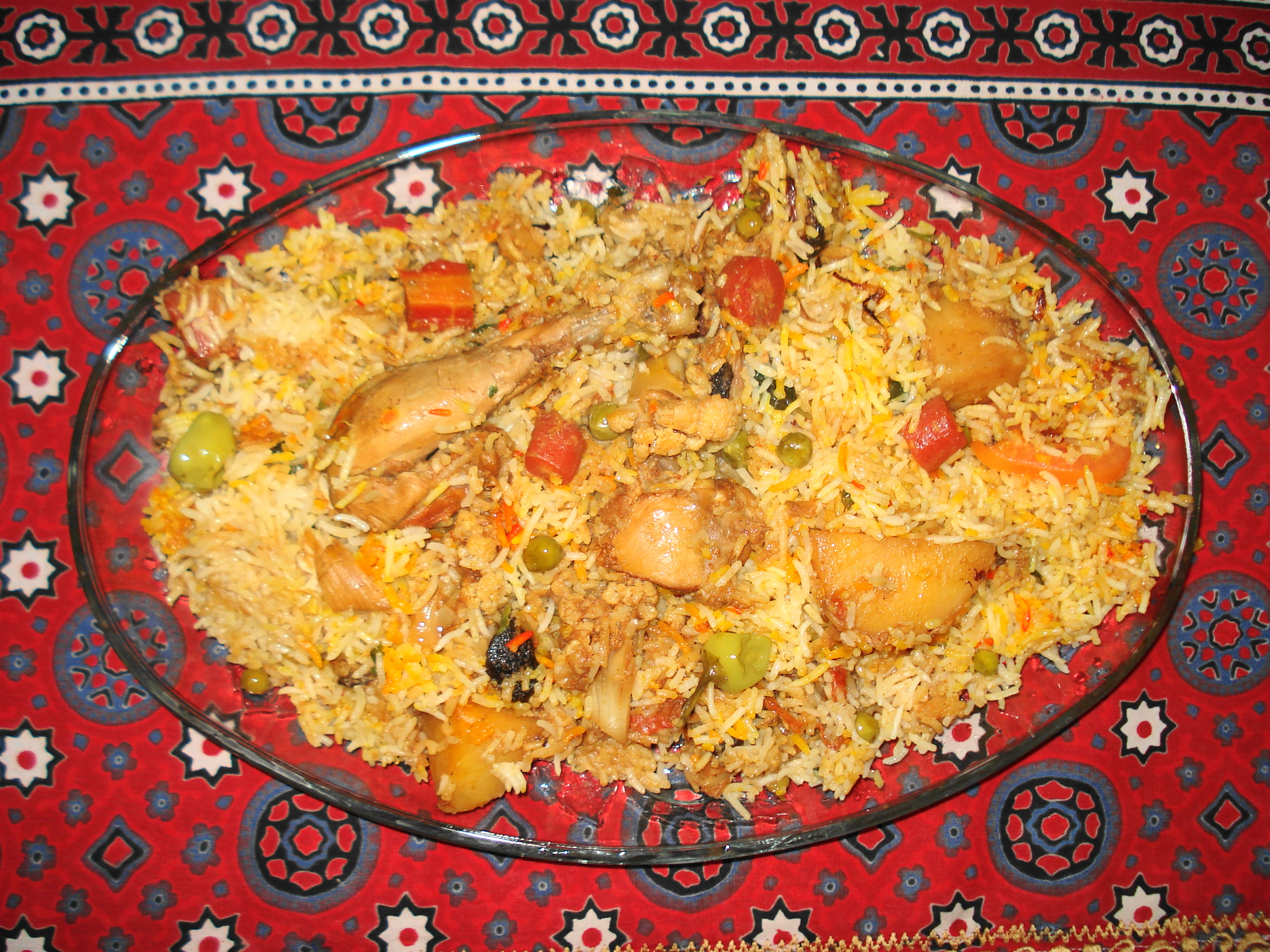
برياني، طبق كثيف البهارات من باكستان

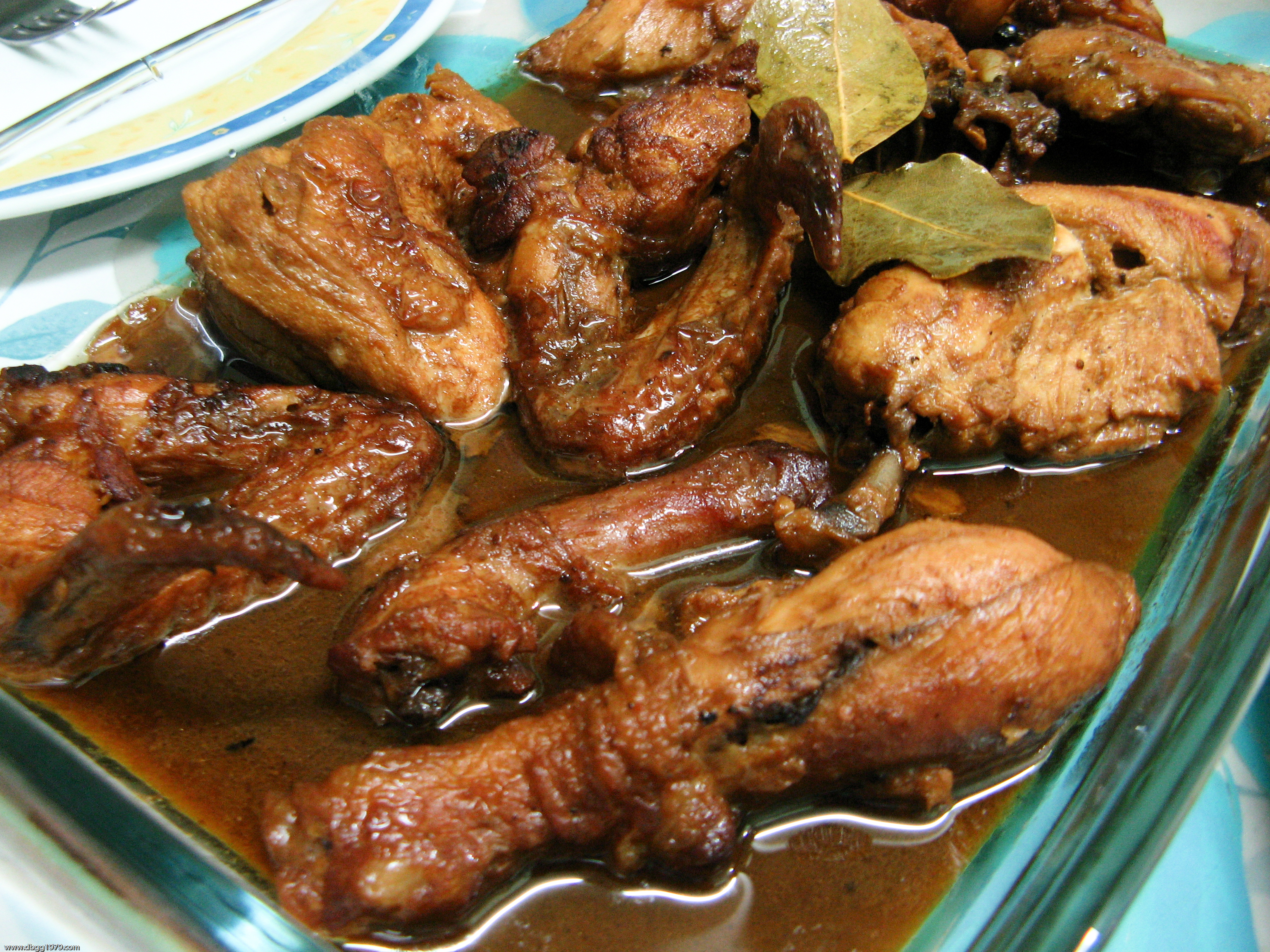
أدوبو الفلبين، طبق وطني في الفلبين

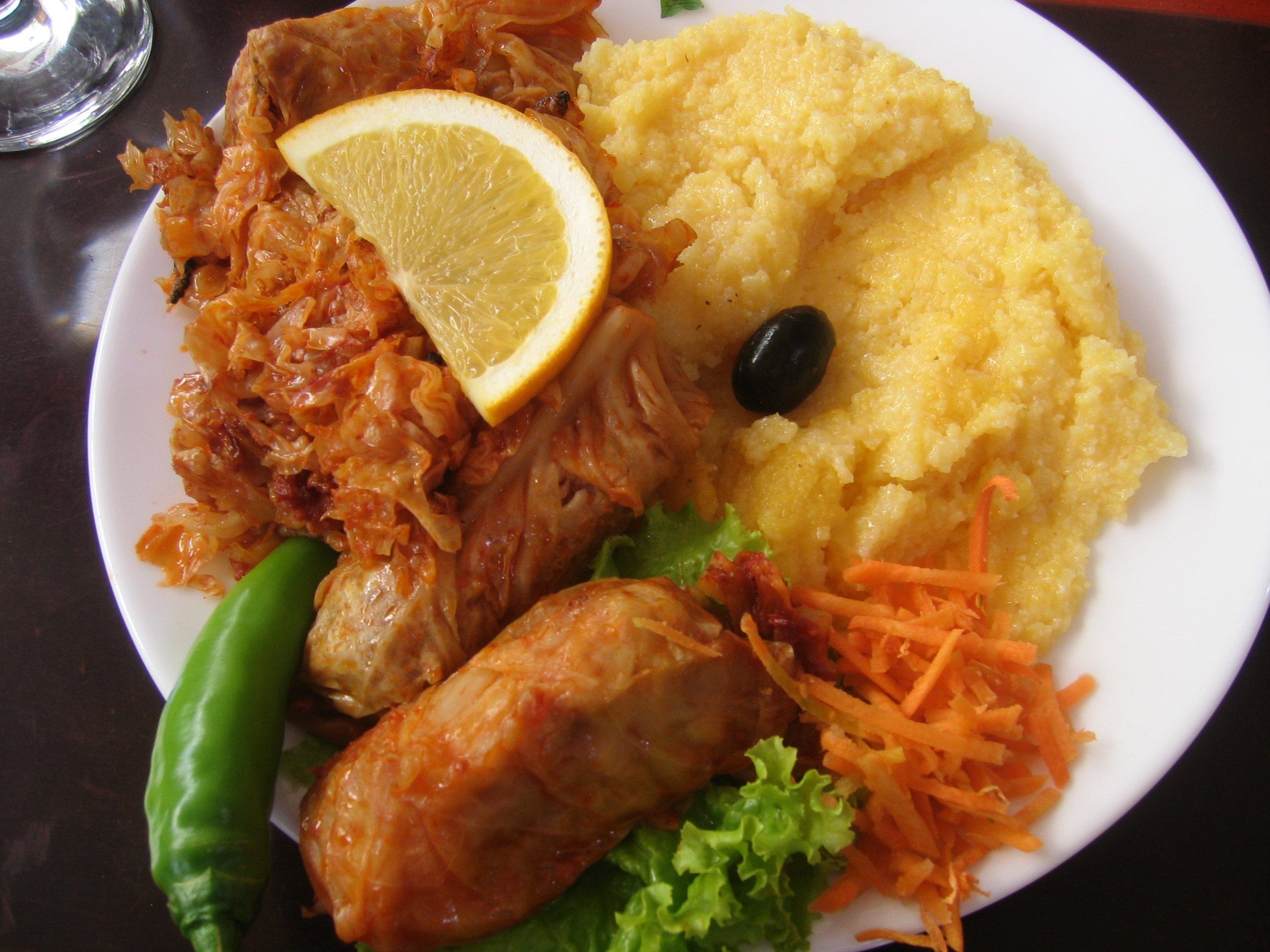
سارما مع ماماليغا، طبق وطني في رومانيا ومولدوفا

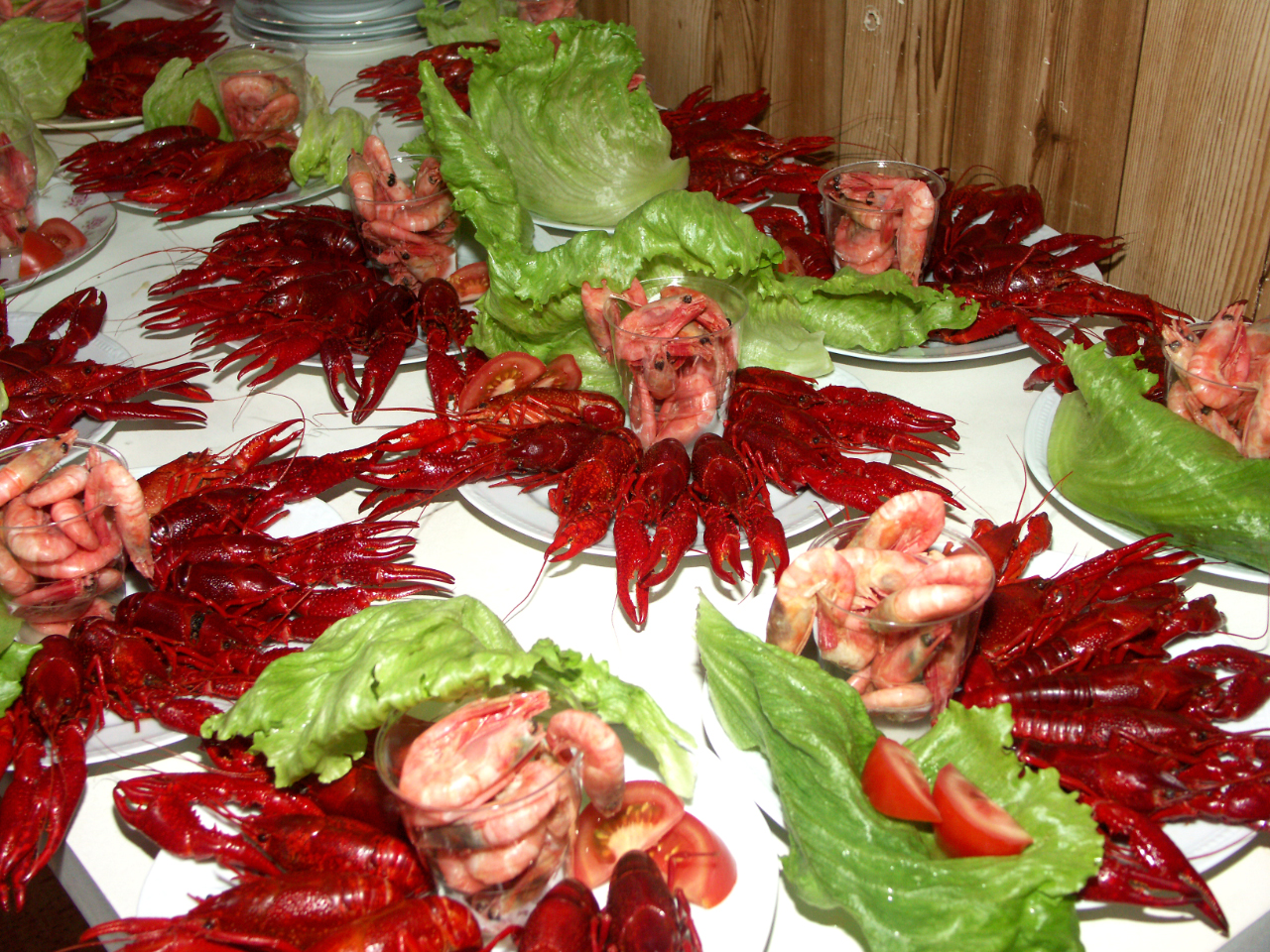
جراد البحر من السويد

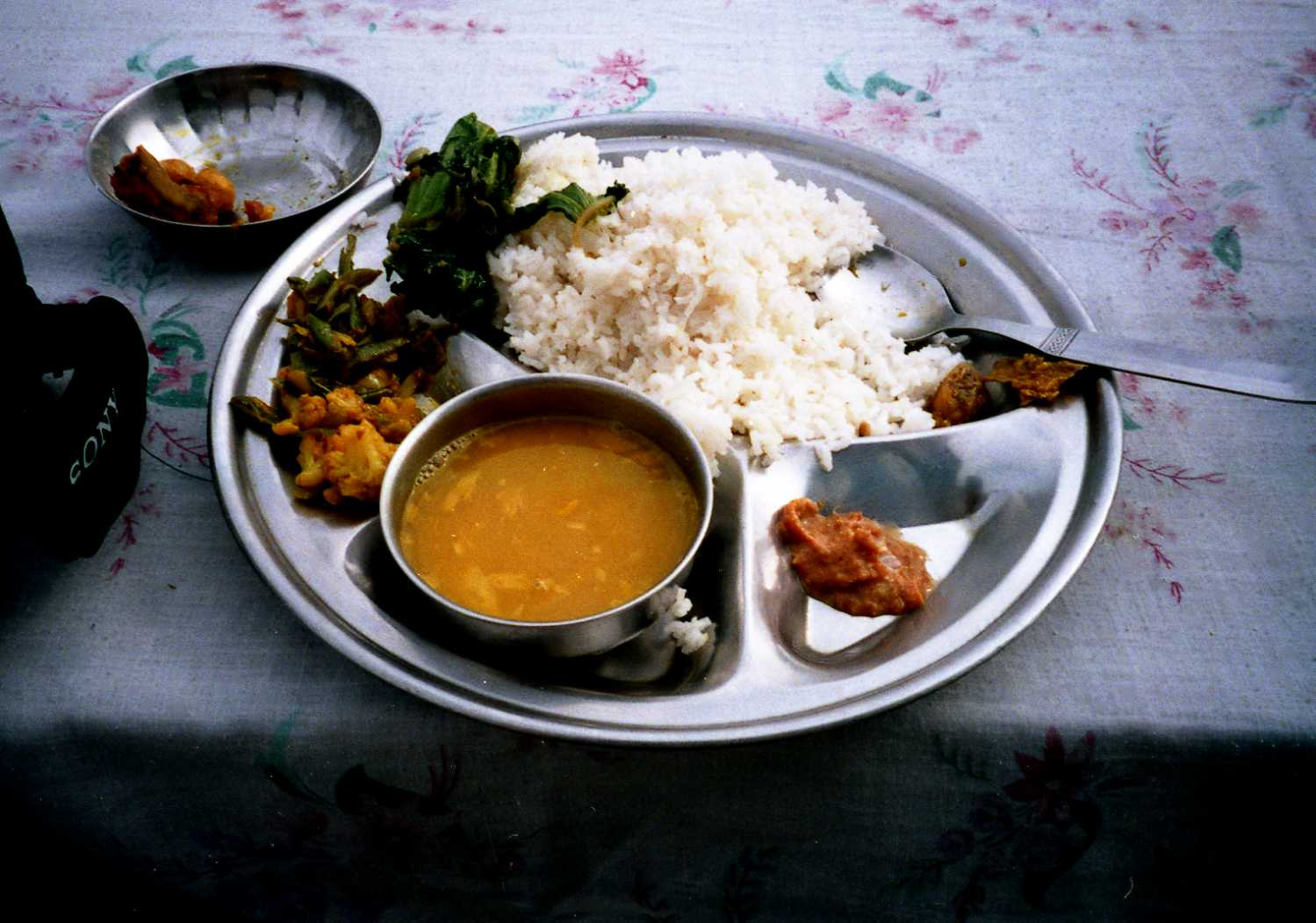
دال بات، من نيبال

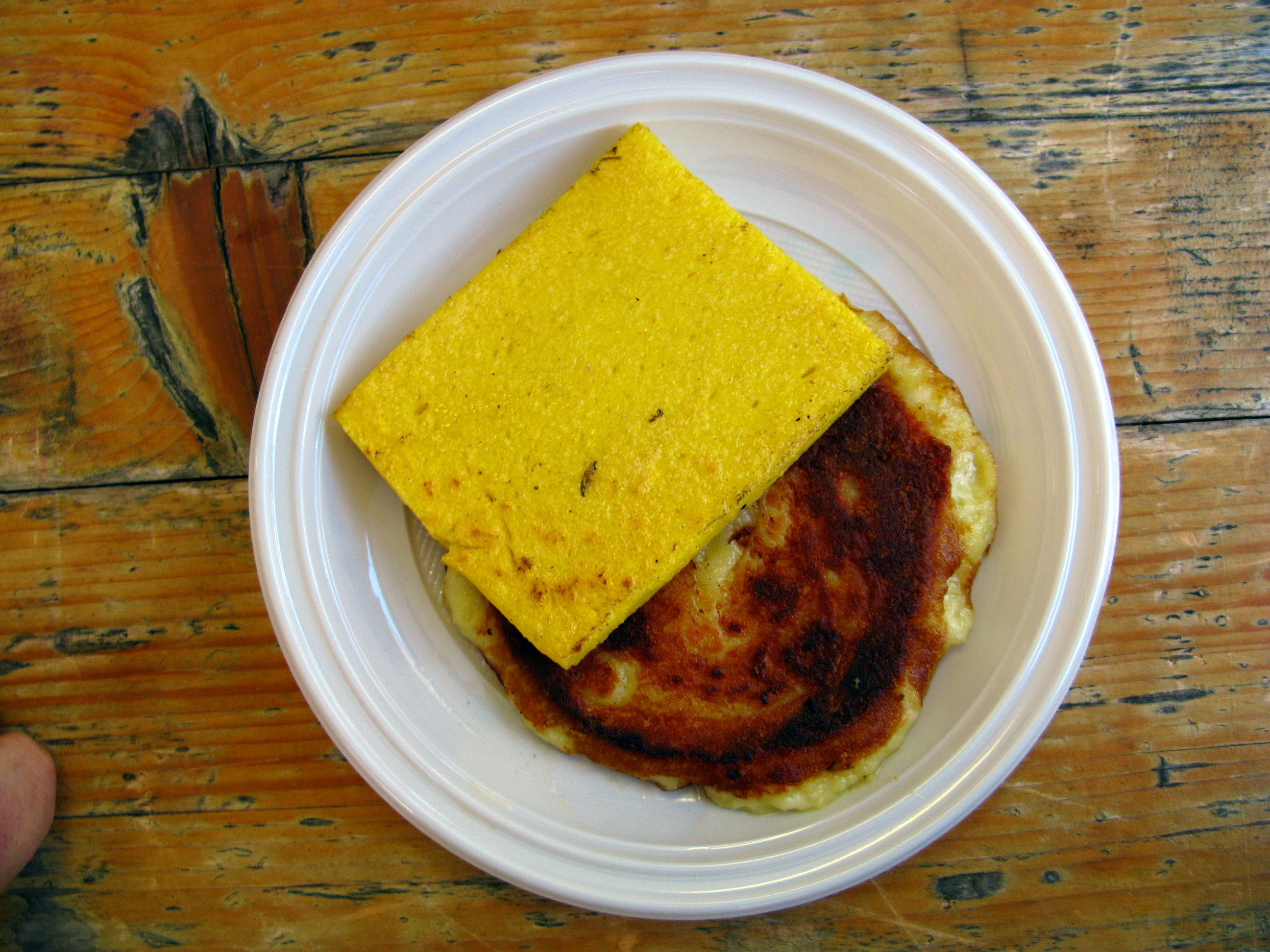
بولينتا، إيطاليا

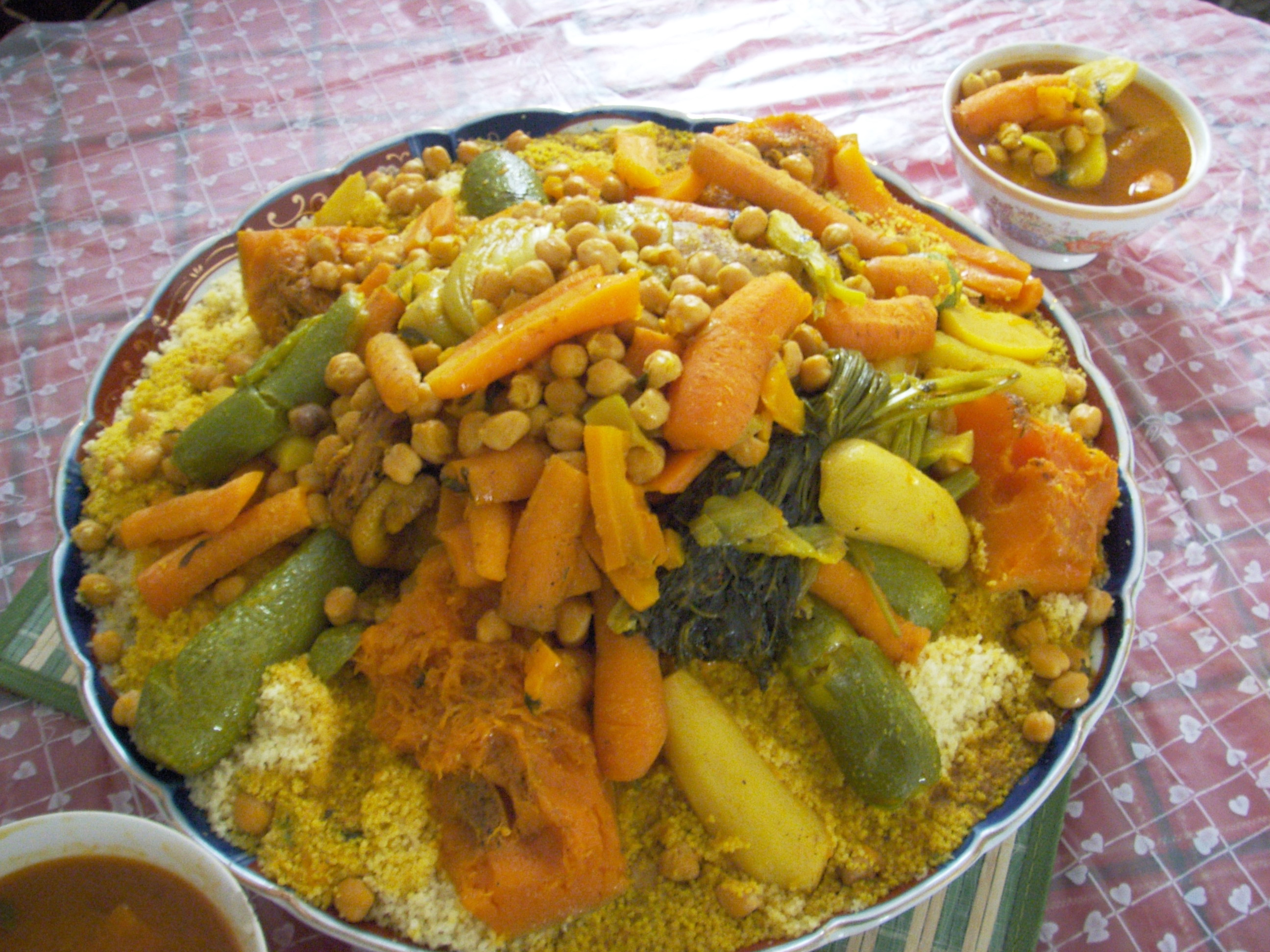
كسكسي، من المغرب العربي

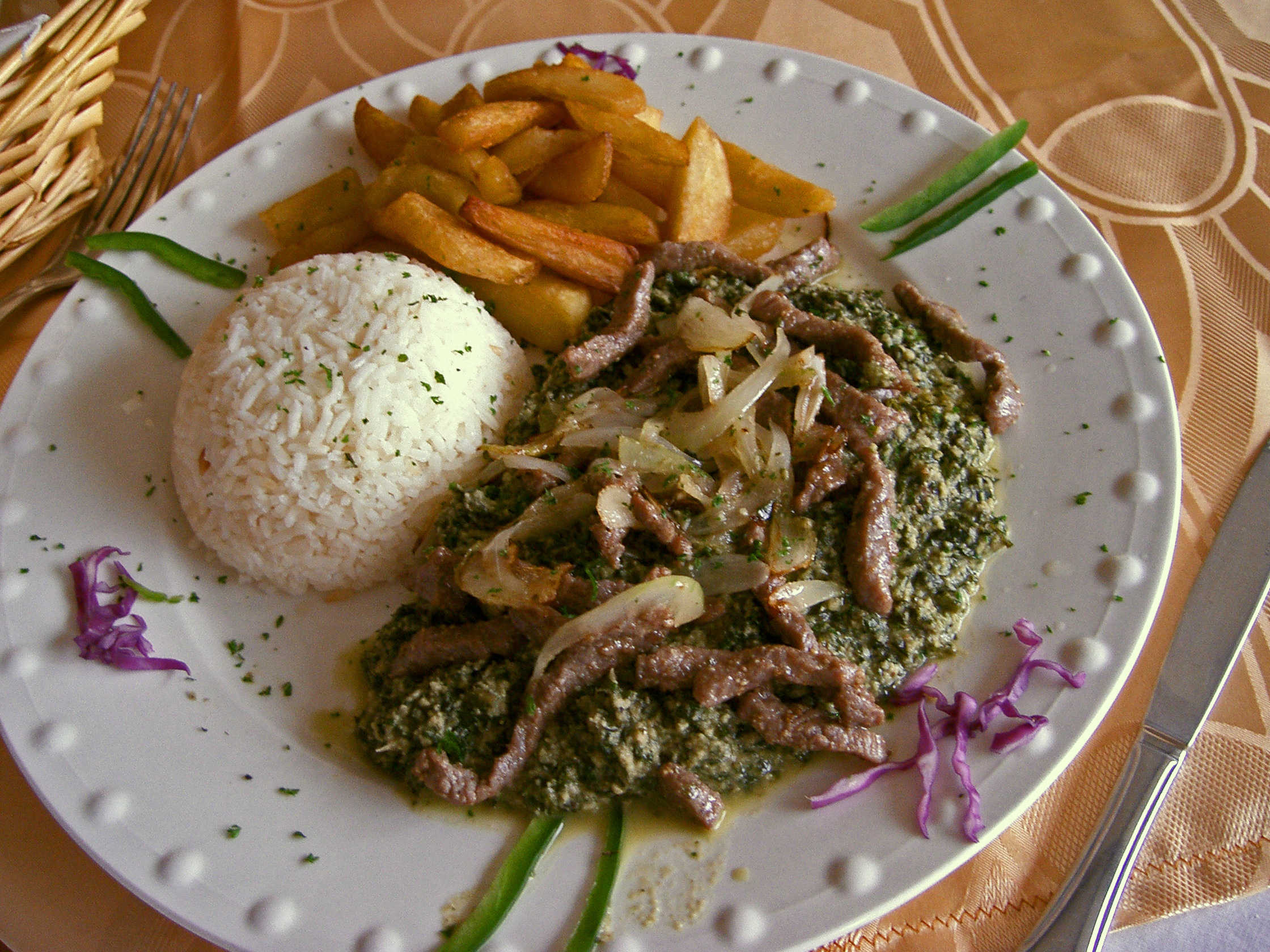
ندوليه من الكاميرون

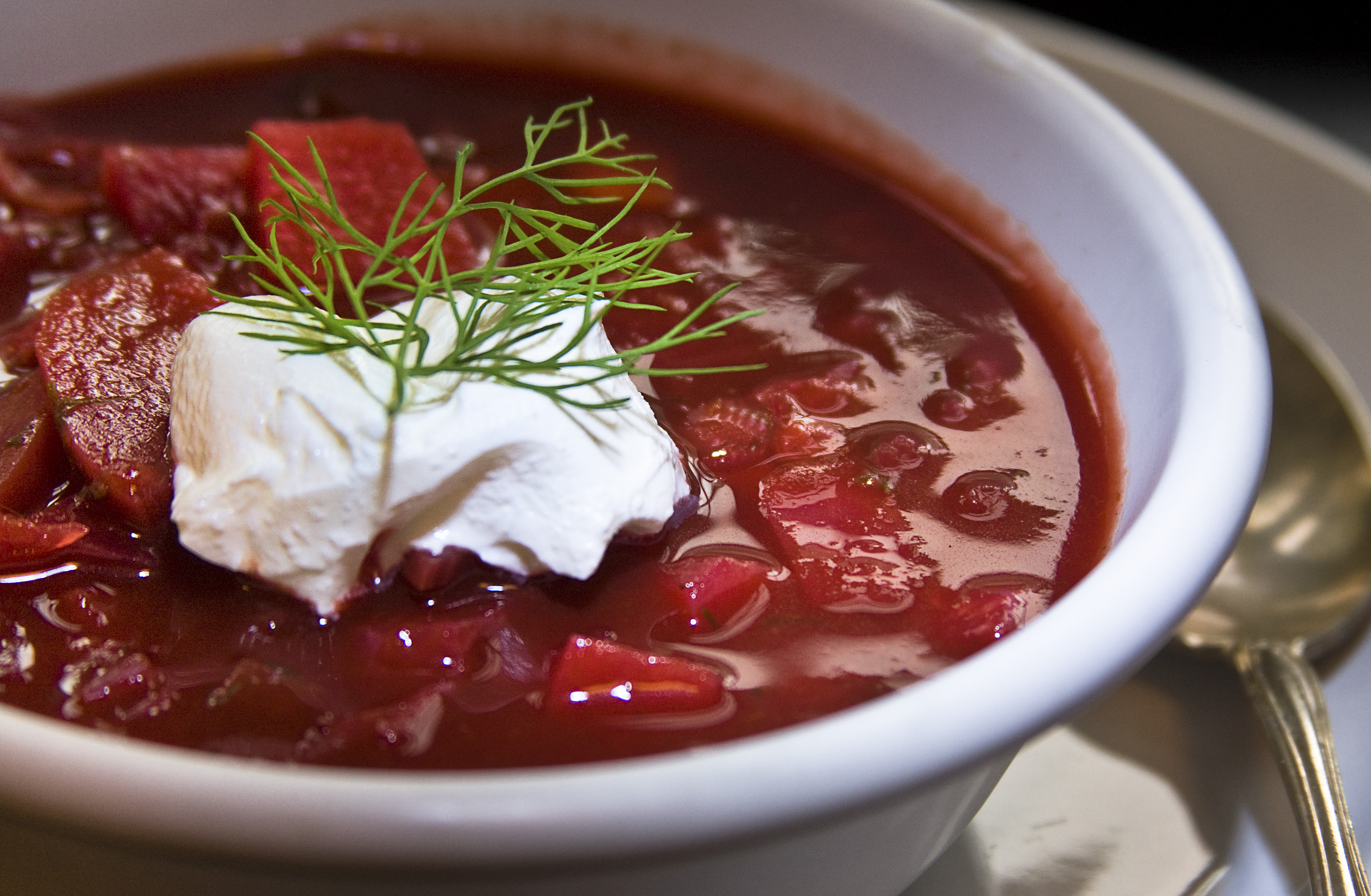
شوربة بورش الأوكرانية

الطبق الوطني هو أكلة ترتبط بقوة ببلد معين وتكون رمزاً من رموزه الثقافية والتراثية
يمكن اعتبار الطبق وطنياً لعدة أسباب:
- أن مكونات الطبق من المواد الغذائية المتوفرة محلياً ويمكن إعدادها بطريقة مميزة، مثلاً توفّر المحار على طول الساحل الغربي في فرنسا يجعل منه مكوناً لطبع وطني فيها.
- يحتوي على عناصر «غريبة» يتم إنتاجها محلياً، مثل البابريكا الأمريكية الجنوبية تزرع في جبال البرانس في أوروبا.
- يقدم احتفالياً في المناسبات التقليدية التي تشكّل جزءاً من التراث الثقافي، على سبيل المثال، الشواء يقدّم في المخيمات الصيفية والفوندو يقدم في الاحتفالات، أو في مناسبات دينية كقربان الفصح أو إفطار رمضان.

الأطباق الوطنية هي جزء من هوية الأمة وصورتها الذاتية. أثناء نشوء الإمبراطورية الأوروبية، أصبحت الأمم تخترع مطبخها الوطني لتميّز نفسها عن منافسيها.
وفقاً لزيلكيا جانير، محاضرة في ثقافة أمريكا اللاتينية في جامعة هوفسترا، أنه من المستحيل اختيار طبق وطني واحد، حتى لو بشكلٍ غير رسمي، لدول مثل المكسيك أو الهند نظراً لتنوع العرقيات والثقافات فيها. مطبخ هذه الدول ببساطة لا يمكن تمثيله بطبق وطني واحد. علاوة على ذلك، نظراً لأن الطبق الوطني يمثّل شعور الأمة بهويتها فقد تنشأ نزاعات وخلافات تحكمها العواطف بين السكان عند محاولة اختيار طبق وطني لبلدٍ ما.

## الأطباق الوطنية حسب الدول
فيما يلي قائمة من الأطباق التي اقترح أن تكون أطباقاً وطنية:

### أفريقيا
- ليبيا: مبكبكة، الكسكس الليبي،
- المغرب: الكسكس المغربي،[5][6] الطاجين بأنواعه،[5][7] الطنجية المراكشية،[5][6] الرفيسة،[5][6] السفة،[5] أتاي،[7] مسمن،[7] البسطيلة،[5][6][7] الحريرة المغربية،[5][7] المشوي، حلوى شباكية،[5][7] كعب الغزال،[5] الخليع، سلو،[7] البيصارة،[6]
- الجزائر: كسكسي، رشتة شخشوخة فطير مطلوع كسرة حميس مثوم محاجب مسمن دولمة خفاف بغرير،[8]
- تونس: الكسكسي التونسي، لبلابي، كفتاجي، فريكاسي، بقلاوة، مقروض
- موريتانيا: ثيبوديين مارو الحوت،[9]
- السينغال: ثيبوديين (مارو الحوت)، ثييبو (Thiébou guerté)، ياسا، Peanut stew
- أنغولا: موامبا دي غالينها[10]

### أسيا
- أفغانستان: كابولي بالاو[11]
- سريلانكا : الأرز والكاري,[12] كوتو[13]
- سنغافورة: تشيلي كراب،[14] أرز دجاج هاينانيز،[15] هوكين مي[16]
- سوريا: الكبة[17]
- سورينام: بوم[18]
- عمان: قوزي[19]
- قطر: مجبوس[20]
- فيجي: فيجي كوكودا (فيجي سيبيتشي).[21]

### أوروبا
- فرنسا: Pot-au-feu، [22][23] لحم البقر بالبورغيغون,[24][25] Blanquette de veau,[24] ستيك فريتس ،[24]خبز فرنسي، [26] كريب ، [27] كريم كراميل.[28]
- فنلندا: خبز الجاودار.[29]
- سويسرا: فوندو، مويسلي، ركلت، روستي (الأطباق الوطنية الأساسية).[30] أطباق أخرى: Cervelat (سجق وطني) ،[31][32] Zürcher Geschnetzeltes[33]
- ألبانيا: تافي كوسي
- النمسا: تافيلسبيتز، فينر شنيتزيل
- أذربيجان: ورق دوالي، qutab
- أرمينيا: باجة، هريسا، ورق دوالي، خوروفاتس
- أروبا: كيشي يينا
- أندورا: إسكوديلا
- سلوفاكيا : برينزوفي غالوشكا[34]
- سلوفينيا: الدامبلنغ السوداء[35][36] (خاصة ستروكلجي),[37] إدريجسكي زليكروفي  [لغات أخرى]‏[38]

### أمريكا
- الأرجنتين: أسادو،[39] إمبانادا[40]
- أنتيغوا وباربودا: Pepperpot، فنجي

### أستراليا
- أستراليا: فطيرة اللحم الأسترالية,[41] الحمل والضأن[42]